# Apolinar Castillo
Apolinar Castillo (1820 - 30 de marzo de 1892) fue un político liberal nacido en la ciudad de Oaxaca que gobernó el estado de Veracruz entre 1880 a 1883.

## Biografía
Originario de la ciudad y estado de Oaxaca ingresó al Colegio de Oaxaca para realizar estudios de medicina, los cuales abandonó para dedicarse de lleno a la política ya que estaba interesado en el pensamiento liberal. Su primer cargo político fue como regidor en el ayuntamiento de su ciudad natal. Posteriormente ingresó a la vida militar acompañando en sus campañas como secretario particular a Félix Díaz Mori, hermano de Porfirio Díaz. Regresó posteriormente a su ciudad natal para volver a ocupar la jefatura política. Después sería electo diputado federal mientras alternaba sus actividades políticas con trabajo periodístico dirigiendo el periódico El partido liberal.

## Gobernador de Veracruz
Durante el gobierno de Luis Mier y Terán, fue designado jefe político del cantón de Córdoba, y traslado a la ciudad de Orizaba los poderes estatales convirtiéndose en capital del estado, puesto desde el cual pudo llegar a ocupar la gobernatura del estado de Veracruz a partir del 1 de diciembre de 1880. Su breve gestión finalizaría con un golpe de Estado encabezado por Juan de la Luz Enríquez con apoyo de la legislatura local.

## Legado
Durante su breve periodo de gobierno, Castillo trasladó los poderes del estado a la ciudad de Orizaba en sustitución de Xalapa hasta su destitución, cuando Enríquez los trasladó definitivamente a la capital Xalapa. Durante su estancia en Orizaba, Castillo construyó un jardín en el centro de la ciudad, nombrado posteriormente plaza Apolinar Castillo en su honor y más tarde como Parque Castillo.